# Moria (Midden-aarde)
Khazad-dûm (Nederlands: Zalen van de Dwergen), later Moria (Nederlands: Zwarte afgrond) genoemd, is een plaats in de fictieve wereld Midden-aarde uit de boeken van J.R.R. Tolkien. Het was de voornaamste plaats waar de dwergen van Durins Volk woonden.

## Geschiedenis

### Era's van de Sterren / Eerste Era
Nog voor de Eerste Era ontwaakten de vaderen van de dwergen en begonnen ze rond te trekken. Durin de onsterfelijke kwam in het dal van de Deemril bij het Spiegelmeer (Engels Mirrormere) wat de dwergen Kheled-zâram noemen. Durin zag de sterren gereflecteerd in het water en interpreteerde dit als een teken, waarop hij zich met zijn volk, de Langbaarden, bij het meer vestigde.
Vanaf het Deemrildal groeven de Langbaarden in de Nevelbergen hun koninkrijk Khazad-dûm uit, Hadhodrond in het Sindar, Casarrondo in het Quenya en Phurunargian in het Westron (Engels the Dwarrowdelf en Nederlands de Dwergenkrocht). In de mijnen van Khazad-dûm werkten de Dwergen. Ze groeven veel grotten en bewerkten veel materialen. Hun voornaamste vondst was het mithril of "moriazilver".
Tijdens de Eerste Era werd Khazad-dûm genoemd als belangrijke vesting van de dwergen maar het speelde geen rol in de strijd van de elfen en Edain tegen Morgoth in Beleriand.

### Tweede Era
Tijdens het begin van de Tweede Era na de verwoesting van Beleriand kwamen de meeste overlevenden van Belegost en Nogrod naar Khazad-dûm. Daarmee werd Khazad-dûm nog sterker dan voorheen. Tijdens de Tweede Era ontstond er een bondgenootschap tussen de Langbaarden en de Noordmannen. Zij voerden samen oorlogen tegen de orks van Rhovanion en de Langbaarden breidden hun rijk uit tot de noordelijke Nevelbergen, Grijze Bergen en IJzerheuvels.
Later in de Tweede Era vestigde Celebrimbor, een kleinzoon van Fëanor met andere Noldor naast Khazad-dûm het koninkrijk Eregion. Tussen de Langbaarden en de Gwaith-i-Mírdain ontstond een grote vriendschap en handel. Tijdens deze periode smeedden Celebrimbor en Narvi samen de westelijke poort van Khazad-dûm. Deze poort had een inscriptie in ithildin, een magische substantie gemaakt van mithril die alleen zichtbaar was als er maan- of sterrenlicht op scheen. Het wachtwoord was 'Mellon' (Nederlands: vriend). Deze poort werd tijdens de reis van het Reisgenootschap van de Ring verwoest door de wachter in het water. Uiteindelijk werd Eregion door Sauron vernietigd. Khazad-dûm sloot daarop zijn westelijke poort. Khazad-dûm trok daarop ook ten strijde tegen Sauron als bondgenoot van het Laatste Bondgenootschap.

### Derde Era
In de Derde Era begon langzaam maar zeker het verval van Khazad-dûm. Door de eeuwen heen was er sprake van bevolkingsafname. Dit werd waarschijnlijk veroorzaakt door een afname van handel van voedsel met de Noordmannen door de oorlogen tegen Sauron. In het jaar 1980 van de Derde Era wekten de Langbaarden de Balrog van Khazad-dûm. De Langbaarden waren niet in staat om de Balrog te verslaan en verlieten Khazad-dûm in ballingschap. Vanaf toen stond Khazad-dûm bekend als Moria.
In 2790 probeerde Thrór Moria te heroveren maar hij werd door orks vermoord. Daarop werd de oorlog tussen de dwergen en orks uitgevochten. Hoewel de orks enorm werden afgestraft vielen er ook veel slachtoffers onder de dwergen.
In 2989 verliet Balin Erebor om een poging te doen het dwergenkoninkrijk van Moria te herstellen. Vijf jaar vocht hij daar tegen Orks en de Balrog. Aanvankelijk met succes, maar uiteindelijk werd hij samen met al zijn volgelingen gedood.
Tijdens de Oorlog om de Ring slaagde Gandalf erin om de Balrog van Moria te verslaan. Ook werd het leger van orks en trollen verslagen door Lothlórien.

### Vierde Era
Het is aannemelijk dat de Langbaarden in de Vierde Era Khazad-dûm opnieuw zouden betrekken, aangezien Sauron, de Balrog en het leger van orks en trollen reeds waren verslagen. Van Durin VII wordt aangenomen dat hij Moria herkoloniseerde.

## Architectuur

### De brug van Durin
De Brug van Khazad-dûm, ook wel Durins brug genoemd, overspande een leegte bij de oostelijke poorten van Khazad-dûm. De brug was smal zodat vijandelijke troepen slechts in een enkele rij de brug konden oversteken.
Toen het Reisgenootschap van de Ring door Moria reisde, trokken ze de aandacht van de Balrog, die hen achtervolgde. Ze vluchtten naar Durins Brug en hier hield Gandalf de Tovenaar hem tegen en liet de brug instorten, zodat de Balrog in de diepte stortte. Hij sleurde echter Gandalf mee door hem te grijpen met zijn zweep.

### De toren van Durin
Op de top van de berg Zirakzigil was de toren van Durin gebouwd. Deze kon worden bereikt door de eindeloze trappen. Hier slaagde Gandalf er uiteindelijk in om de Balrog van de berg te werpen en deze zo te vernietigen.

### De kamer van Mazarbul
De kamer van Mazarbul was de archiefkamer van Khazad-dûm. Hier vond Gandalf het boek van Mazarbul waarin kon worden gelezen dat de Langbaarden onder leiding van Balin uiteindelijk ook waren verslagen. Het Reisgenootschap vocht hier tegen orks en trollen.

### Naamgeving
Moria is de Elfse, Sindarijnse, naam van Khazad-dûm. Het is afgeleid van Mor, wat donker of zwart betekent (we vinden dat ook in Mordor en Morgoth) en de uitgang IA: wat staat voor leegte, afgrond. De naam Moria heeft op geen enkele manier te maken met de Bijbelse berg Moria (Genesis 22:2, 2 Kronieken 3:1). Omdat dit weleens geopperd werd heeft Tolkien dat met nadruk in zijn Brieven ontkend: “Intern bestaat er geen denkbaar verband tussen de mijnbouw van de Dwergen en het verhaal van Abraham.”